# 푸른신호등
《푸른신호등》는 대한민국의 MBC 라디오에서 방송됐던 교통 전문 프로그램이다.

## 역사
1965년 첫방송을 시작하여, 1970~80년대에 출근 시간대 많은 청취율이 높았으나, 1990년대 이후에는 교통방송을 압도하였으며, 청취율이 인기가 갈수록 현저히 떨어지자, 1995년 가을 개편에 맞아 프로그램을 폐지하였다.

## 방송 시간
- 매일 아침 시간대를 방송하였다.
- 1965년 초창기에는 방송 시간이 5분에 불과하였으며, 1970년대 초반에는 20분으로 늘어났고, 1970년대 중반 이후에는 방송 분량이 더욱 확대되었다.

## 역대 DJ
- 서유석 (1981년 ~ 1995년) - 최장수 DJ
- 허참
- 이현우
- 김방희
- 맹경순

## 같이 보기
- 가로수를 누비며 (한국방송공사)
- 교통